# Jutta Kirst
Jutta Kirst (Dresden, 10 november 1954) is een atleet uit Duitsland.
Op de Olympische Zomerspelen van Moskou in 1980 nam Kirst deel aan het onderdeel hoogspringen, waar ze de bronzen medaille behaalde.
- World Athletics: 14350612